# Стриптиз (альбом)
«Стриптиз» — сьомий офіційний студійний альбом гурту «Скрябін», який вийшов у 2001 році.
Цей альбом вважається останнім «класичним-електронним», альбомом гурту.
Трек-лист платівки складається переважно з пісень, які планувались для більш ранніх альбомів, але були відкладенні у «довгий ящик».

## Перевидання

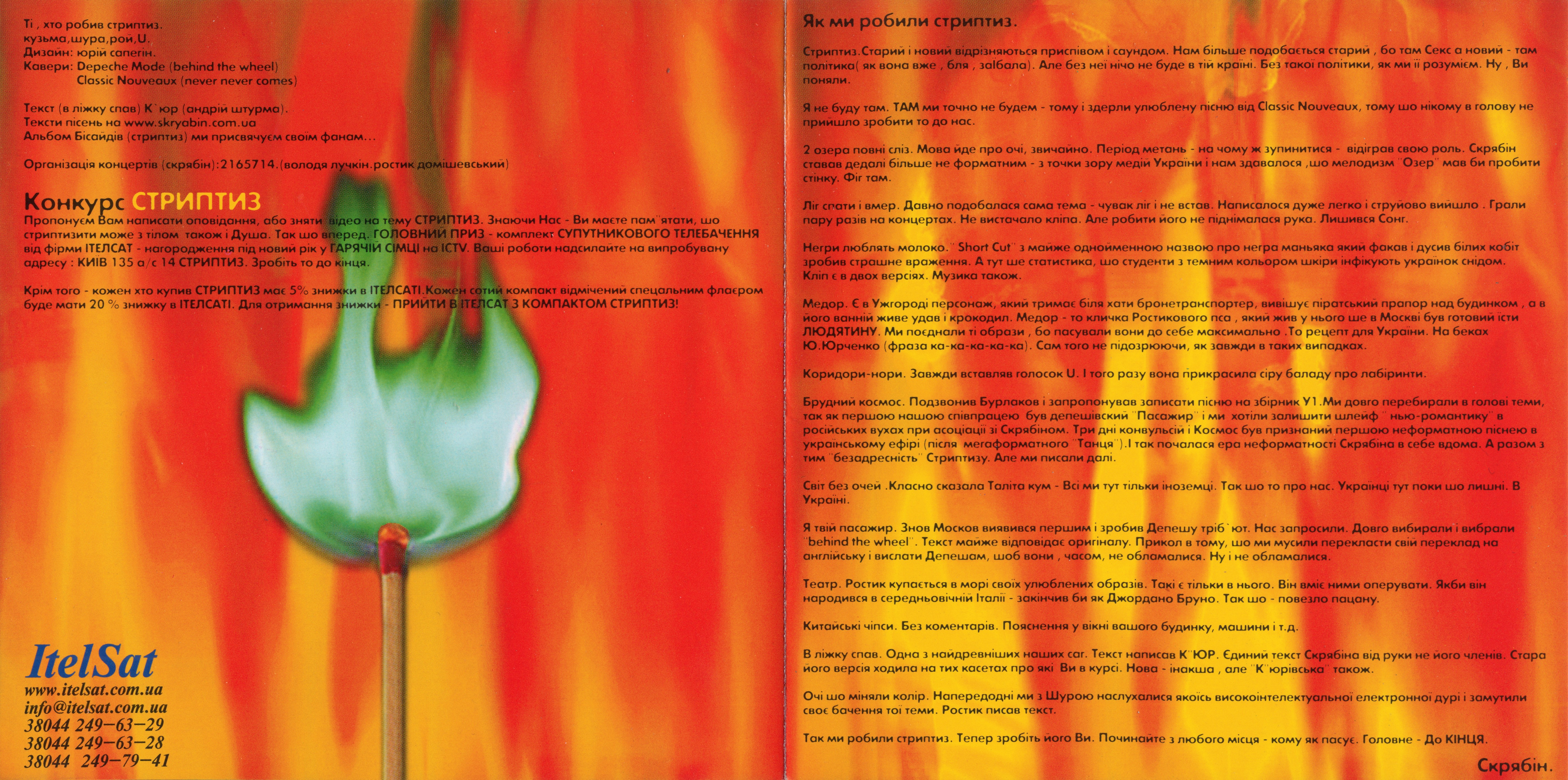
повний розворот обкладинки видання 2001 року

Навесні 2002-го альбом був перевиданий під назвою «Стриптиз Плюс» (або «Стриптиз +»). Від свого попередника диск відрізнявся іншою обкладинкою, а треклист збільшився на три пісні: «Вам з неба не видно», «Соло» та танцювальний ремікс від DJ Nekrasov'a на річ «Любити платити», який був прихованою доріжкою.
В 2010 році в серії низькоякісних перевидань альбомів гурту "Скрябін" лейблом Moon Records ,перевидання 2002 року стало основою для нової версії альбому

## Композиції
1. «Стриптиз» (3:48)
2. «Я не буду там» (3:01)
  - Музика - Classix Nouveaux ("Never Never Comes")
  - Вокал - Uлія Лорd
3. «Два озера, повні сліз» (2:33)
4. «Ліг спати і вмер» (3:11)
5. «Негри люблять молоко» (radio edit) (3:30)
6. «Медор» (2:57)
7. «Коридори-нори» (4:03)
  - Вокал - Uлія Лорd
8. «Мій брудний космос» (3:50)
9. «Світ без очей» (3:11)
10. «Театр» (3:28)
11. «Китайські чіпси» (3:36)
12. «В ліжку спав» (4:22)
13. «Старий стриптиз» (3:10)
14. «Я твій пасажир» (3:58)
  - Музика - Мартін Ґор ("Behind the Wheel")
15. «Очі, що міняють колір» (3:42)
16. «Негри люблять молоко» (3:27)

## Над альбомом працювали
- Андрій «Кузьма» Кузьменко — клавішні, вокал, тексти, музика, звукорежисура, аранжування
- Сергій «Шура» Гера — клавішні, музика, аранжування
- Ростислав «Рой» Домішевський — бас-гітара, гітара, тексти, музика
- Юлія Лорд — вокал

## Тексти пісень
Стриптиз
(Музика: А.Кузьменко, С.Гера, Р.Домішевський. Слова: Р.Домішевський.)

Гроші мають очі і бачать всьо, шо хочуть,
І грубими руками до крові б'ються з нами.
Мої зимні сльози вже мають колір грошей,
І запах злого бога, брудного, німого.
Моя кров годує знов великі гроші,
Вмирає кров, і страшно нам під небом ночі.
Моя кров і твоя кров годує знов великі гроші,
Вмирає кров, і мертва кров,
І страшно нам під небом ночі.
Гладиш цілий вечір за гроші свoї плечі,
і знаєш - не для тебе двері ті, шо в небо.
Моя кров і твоя кров годує знов великі гроші,
Вмирає кров, і мертва кров, і страшно нам під небом ночі.
Моя кров і твоя кров...

Я не буду там
(Музика: Classix Nouveaux . Слова: А.Кузьменко, Р. Домішевський.)

Мої сни покинули мене,
Я впав...
Тих нема хто в снах ніколи не літав.
Тихо хтось малює в небі,
Оу-оу,
Мій сон, там мене нема...
Я не буду там...
Я не буду там...
Я не буду там...
Ніби  близько, але так далеко нам
До країни, де ніхто не чує час,
Тихо хтось малює в небі,
Оу-оу,
Мій сон, там мене нема...
Я не буду там...
Я не буду там...
Я не буду там...
Тихо хтось малює в небі,
Оу-оу,
Мій сон, там мене нема...
Я не буду там...
Я не буду там...
Я не буду там...

Два озера, повні сліз
(Музика: А.Кузьменко. Слова: Р.Домішевський.)
Ніби посеред неба 
Два озера повні сліз,
Дуже близько до сонця,
Так далеко вже до землі.
Ніхто не знає змісту слів:
"Так, як в небі"
Ніхто не знає, тільки я -
Коло тебе.
Дивні рухи руками 
Хвилі озера повного сліз,
А глибоко під нами,
Видно нас на самому дні.
Не висихають ніколи
Два озера повні сліз.
Малюють мовою світла
Німі зображення наших снів,
Бо дуже близько до сонця,
Тому далеко так до землі
Очима кольору неба 
Ти намалюєш знов ті самі 
Два озера повні сліз…

Ліг спати і вмер
(Музика: А.Кузьменко, С Гера. Слова: Р.Домішевський.)

Не було більше ліпшого неба,
Не було більше ліпшого сонця,
Не було вже ніколи такого нормального світу,
Який був тоді, коли він був ше малий.
Життя йому відрізало крила,
Брехати і мовчати навчило,
Життя його мозгами крутило як хтіло,
І скоро він був вже не він.
Заклеєними вухами слухав,
Не свої мав приклеєні руки,
Сліпими не своїми очима дивився
Про себе не своє кіно.
В кіно нічо не можна міняти,
Ту правду не можливо не знати,
І вже йому не хтілося СПАТИ,
Бо снилися кимось придумані сни.
А рідні сни засипало снігом...
Той поїзд треба було спинити,
І то єдине, шо він сам міг зробити.
З метою зупинити той поїзд
Ногами пішов на залізну дорогу
Ліг спати і вмер...

Негри люблять молоко
(Музика: Р.Домішевський, С.Гера. Слова: А.Кузьменко, Р.Домішевський)

Сиджу на дивані по той бік екрану,
Надихали в спину нервові сусіди
Свої флюїди.
Моя собака облизує тапок 
І не розуміє  про шо вона мріє - інакше не вміє...
Негри люблять молоко тоже, може...
Негри люблять молоко
Може, навіть, як ніхто.
Сиджу на дивані, ти там на екрані,
Втикатися тупо в твої замутки
"Мнє нравітса жутко".
Сусіди заснули, забили, забули
І їм по цимбалах розклади у справах,
А ми по підвалах.
Я п'ю молоко,
Тебе на екрані нема вже давно,
Я сам на дивані...

Медор
(Музика: А.Кузьменко, С.Гера, Р.Домішевський. Слова: Р.Домішевський)

Тихо, тихо, то я, і не підходь заблизько,
Витри соплі, дивись мені в рот,
Всьо, шо зара почуєш - запиши на листок,
І не забудь вже.
Не роби мені зле.
Він був добрий, і тому собі все
Носив за спиною важкий пістолет,
Шоб стріляти дурних,
І за то я його поважав, і любив -
Я був друг.
Його пес Медор, шо мав очі, як кров,
Білі зуби, і лапи міцні, як залізо.
Любив з ним гуляти - вони разом ішли
Туда, де завжди було повно дурних.
А над домом його висів прапор добра,
А під домом стояв БТР, і коли
Хтось наглий вилазив на голову людям -
Він їхав, і всі дихали легше...
І сусіди, і просто люди любили його,
І ствердно махав головою наш бог,
Як дивився на нього  згори,
Але так, як все всьо то, шо зле і дурне
Ніколи не спить і чекає момент.
Мені тяжко казати але треба, шоб чули ви:
Його давній і нібито вірний друг
Купився за гроші і зрадив,
І довго не міг зрозуміти Медор:
Чому йому треба сидіти в підвалі? І вмер.
Але то ше не всьо - десь всередині я 
Чую, шо можу так само, як він -
Я тоже вже маю велику собаку і пістолет.
Не роби мені зле!..
Коридори-нори
(Музика: А.Кузьменко, С.Гера. Слова: Р.Домішевський, А.Кузьменко)

Я йду лабіринтами світу,
Не знаю, шо не буває кінця,
Бо десь там, десь там 
Трохи більше, ніж тут має бути світла,
Десь там, десь там, десь там,
Де закінчується життя...
Мої тихі кроки губляться 
Під ехом коридорів,
Довгі коридори, коридори-нори...
Я не сам, двоє нас
І так тепло мені з тобою,
Лабіринт, може, там
Не буває забутих снів?..
Наші тихі кроки губляться
Під ехом коридорів,
Довгі коридори, коридори-нори...
Наші тихі кроки губляться
Під ехом...
Наші тихі кроки... Наші тихі кроки...
Ехом...

Брудний космос
(Музика: С.Гера. Слова: А.Кузьменко, Р.Домішевський)

Треба рвати небо на тисячу зірок,
Скинути в болото самий гірший крок,
Лапай ті камені, шо котяться згори,
Страшно залишатись зайвий раз живим.
То брудний космос в моїй голові,
Мій власний космос - топлюся в собі,
Той темний космос наганяє страх,
Малює плями на моїх очах.
Можна і чути своє друге я,
Можна всьо забути: було і нема,
Заважає світло бачити себе,
Треба не втікати - сам до тебе йде.

Світ без очей
(Музика: А.Кузьменко С.Гера. Слова: А.Кузьменко)

Той світ без очей!..
Він був спокій і тепло для всіх,
Він читав книжки на пам'ять,
А фіналів знати не хотів,
Бо вбиває мрію правда...
Той світ без очей!..
Крила мої так хочуть жити!
Ніч для людей ше не страшна,
Ми хочем світла!
Жив один посеред своїх снів,
Що створив для всіх назавжди,
Залишив по собі мудрий слід
І навчив людей літати...
Приспів.
Світ без очей!..
Той світ без очей!..

Я твій пасажир
(Музика: Мартін Гор. Слова: А.Кузьменко Р.Домішевський)

Слухай мене - їдь там, де все.
Думки мої хтось колись знайде.
Втікай, виведи нас, думай сама,
Ми ше маєм час для нас.
Чую як є - не маю сил,
Кличу тебе, боюся свого тіла.
Вниз падаю я, як дикий звір,
Я твій пасажир на все.
Втікай, виведи нас,
Ми маєм час, втікай...

Театр
(Музика: А.Кузьменко, С.Гера. Слова: Р.Домішевський)

Всі мають ролі - і я граю свою, як ви.
Я є - і хто, і ніхто, і маю шкіру на двох.
Заграє клоуна принц - можна навіть на біс.
Годує моє життя свіжа фарба афіш.
Ті стіни - то я, ті сходи - то я,
Та сцена під ногами - то є моє і не моє життя,
Ті рампи - то я, ті двері - то я,
Я ходжу знов по сцені, то є моє і не моє життя.
Ті стіни - то я, ті сходи - то я,
Та сцена під ногами - то є моє і не моє життя,
Ті рампи - то я, ті двері - то я,
І люди під ногами - sorry моє і не моє...
А зараз вийде король важно з паперових дверей,
Заплаче - сльози чужі, ніби зі своїх очей.
Той паралоновий сніг сипле зовсім не Бог,
І рампи гасить не він, просто всі чують третій дзвінок.
І ніби, то плач і ніби, то сміх,
І ніби один, і ніби для всіх,
І ніби, то я ніби не я -
А може, то смерть, може життя.
Ті стіни - то я, ті сходи - то я,
Та сцена під ногами - то є моє і не моє життя,
Ті рампи - то я, ті штори - то я,
Я ходжу знов по сцені, то є моє і не моє життя.
Ті стіни - то я, ті сходи - то я,
Та сцена під ногами - то є моє і не моє життя,
Ті рампи - то я, ті двері - то я,
Ті люди під ногами - sorry моє і не моє...
Китайські чіпси
(Музика: А.Кузьменко, С.Гера. Слова: Р.Домішевський)

Машина нашого часу вже буксує на місці.
Мавпі Дарвіна ліпше було б здохнути ше в лісі.
Ми не знаєм, бо знаєм - шо вже ліпше не буде.
Забули про пам'ять - ми обдурені люди.
Зелено-сірим спреєм на стінах під'їздів
Нам намалюють сонце обкурені діти.
По задубілих венах тече з газет фарба.
Новин без "Чікотіла" вже дивитись не варто.
Вночі вони ригають на офісні крісла,
Безплатні порносайти тут ніколи не виснуть,
Реклама анонізму на фасадахах будинків,
Я їм китайські чіпси - мені зовсім не бридко.
Бездумні поп концерти там, де п'яні "лоліти"
Кидаються на сцену - поламані квіти.
Каліка на дорозі в нас випрошує гроші,
Сміються з нього в джипах засалені рожі.
В наші гени стріляє з телевізора дуло,
Рок-н-рол не вмирає, бо його і не було,
З літаків на таможні кокаїнові дупи
Переносять заразу просто в зколені руки.
Вночі всі знов ригають на офісні крісла,
Безплатні порносайти тут ніколи не виснуть,
Реклама анонізму на фасадахах будинків,
Я їм китайські чіпси - мені зовсім не бридко

В ліжку спав
(Музика: А.Кузьменко. Слова: А.Штурма)

Я опинився в морі
З дикою землею разом,
На круглім клаптику пливу,
Пливу в далекі сни,
Над мною птахи шум дають,
Так схожий з писками людьми.
Нема нас, а всюди є безмежне море,
Всюди море і вода,
Нема нас, а всюди є безмежне море,
Всюди море і вода.
Нема нас...
Я ноги мочу у воді,
Шоб змити бруд великої землі.
Вже зірки видно у воді,
А я пливу в далеку далечінь,
Не хочу бачити притулку,
Бо вже гортали всі мене.
Я загрібав руками рідину,
Так схожу на прісну воду.
Відчув - так дивно, мало місця,
Я в теплій ванні з шумом був,
Я в ліжку спав, я спав...
Нема нас, а всюди є безмежне море,
Всюди море і вода,
Нема нас, а всюди є безмежне море,
Всюди море і вода.
Нема нас...
Нема...
А всюди море і вода,
І тільки море, і вода...

Очі шо міняли колір
(Музика: А.Кузьменко, С.Гера. Слова: Р.Домішевський)

І вже тоді, коли розтане моя кров,
І сльози перестануть бути просто снігом,
Я на твоїй спині напишу язиком,
Про то, як терпне і німіє моє тіло.
І вже тоді, коли розсиплеться земля,
А моя шкіра перестане бути моя,
Я знайду спосіб зупинити то життя
Шоб знов побачити, як поміняли колір.
Ті очі, шо міняють колір,
Ті руки, шо тримають час,
Я не шукаю вже нікого,
Ніхто не зробить то без нас.
А зимна стеля не дає без тебе спати,
На стелі хтось мені показує кіно,
Кіно про очі, шо самі міняють колір,
Я все чекаю на останній епізод.
І очі знов міняють колір,
І руки знов тримають час,
Я не шукаю вже нікого,
Ніхто не зробить то без нас…

Старий стриптиз
(Музика: А.Кузьменко, С.Гера, Р.Домішевський. Слова: Р.Домішевський)

Вечером так тихо робиш то зі сміхом
Я їм тебе очима чекаю шоб відкрила
Гладиш цілий вечір за гроші свої плечі
Ти падаєш так низько ти там де сонце близько
Нагріла знов мою кров бо гола знов
стриптиз…
Зеркало для тебе то є двері в небо
Ти дивишся на себе і нас тобі не треба
Гаряча знов моя кров бо гола знов
Гаряча кров моя кров бо гола знов
бо гола знов…

## Виноски
1. ↑  "Скрябін" перевидає "Стриприз". Music.com.ua. 3 травня 2002. Архів оригіналу за 6 липня 2013. Процитовано 23 грудня 2012. [Архівовано 2015-05-07 у Wayback Machine.]